# Speyeria hesperis
Speyeria hesperis là một loài bướm ngày thuộc họ Nymphalidae. Với sải cánh từ 45 đến 58 mm, loài này khá mhor. Nó có phía trên màu da cam sáng (con cái màu vàng).
Nó được tìm thấy ở tây Canada và tây Hoa Kỳ đến phía đông tâm Manitoba và Dakotas.

## Loài tương tự
- Speyeria aphrodite
- Speyeria atlantis